# Andrea Regis
Andrea Regis (Moncalieri, 7 marzo 1991) è un ex judoka italiano che al momento ricopre la carica di Consigliere Federale Settore Judo (FIJLKAM).

## Biografia
Andrea Regis nasce il 7 marzo 1991 a Moncalieri.
Nel 1998 inizia a praticare judo presso l'Akiyama Settimo Torinese (prima società d'Italia) sotto la guida dei Maestri Pierangelo e Massimo Toniolo. Fin da bambino si distingue per i suoi risultati agonistici, i quali ben presto lo portano ad entrare nella squadra Nazionale, con la quale conquisterà numerose medaglie in Italia e all'estero. Parallelamente alla sua vita agonistica porta avanti la carriera scolastica diplomandosi nel Liceo Classico Gioberti di Torino (2010) e laureandosi presso la Magistrale di Scienze e Tecniche Avanzate dello Sport (LM-68) SUISM UNITO (2019). Nel frattempo conosce Kim Polling (2015), la sua attuale compagna. Si ritira dal mondo delle gare nel 2021 anno in cui viene eletto Consigliere Federale di Settore Judo (FIJLKAM).